# Волчковский сельский совет (Зборовский район)
Волчковский сельский совет (укр. Вовчківська сільська рада) — входит в состав
Зборовского района
Тернопольской области
Украины.
Административный центр сельского совета находится в 
с. Волчковцы.

## История
- 1939 — дата образования.

## Населённые пункты совета
- с. Волчковцы
- с. Ивачев
- с. Корчунок
- с. Нище